# Thomas May (Moderator)

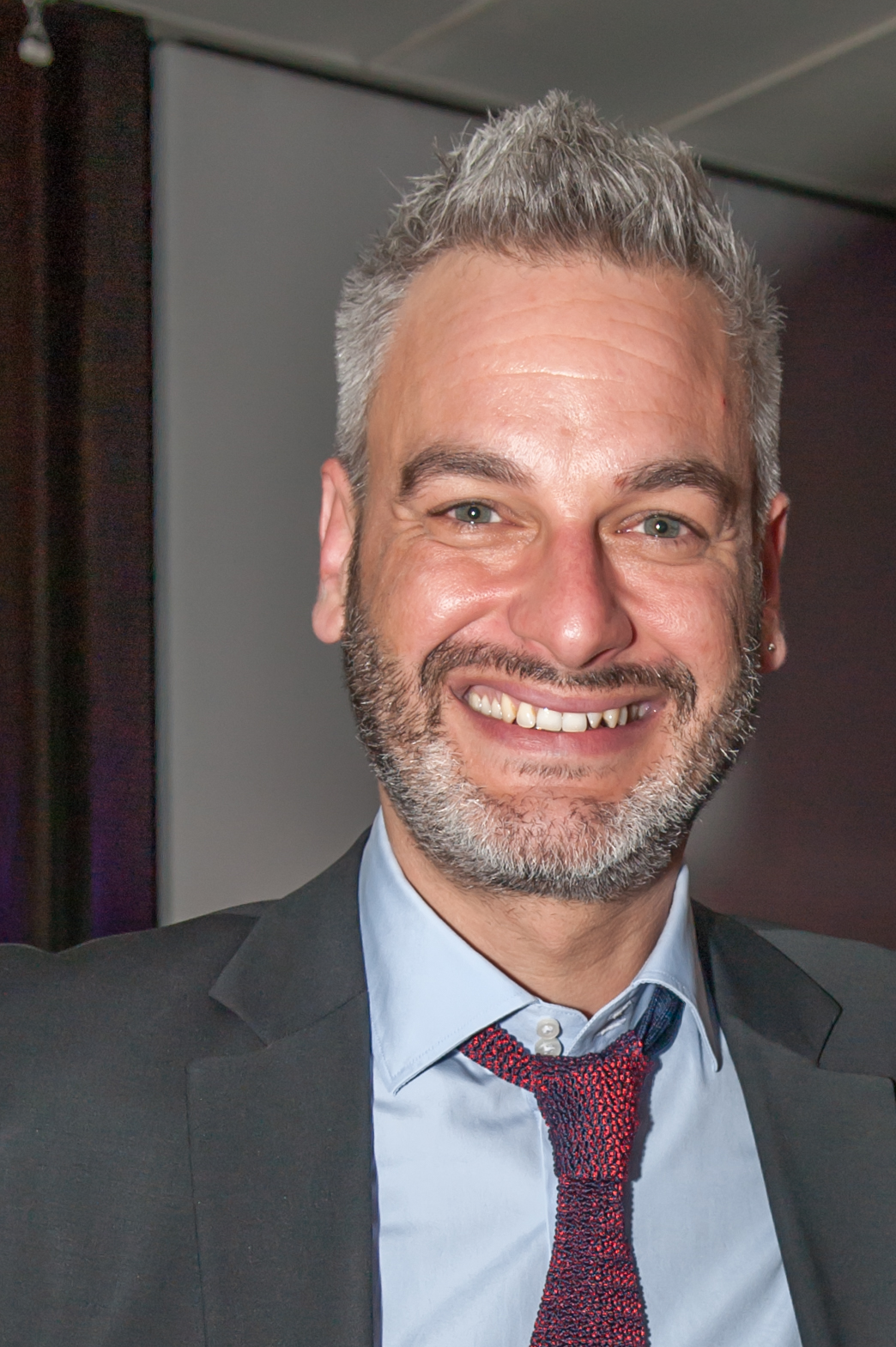
Thomas May (2016)

Thomas May (* 20. August 1975 in Wien) ist ein österreichischer Radio- und Fernsehmoderator.
May wuchs in Favoriten auf. Von 1985 bis 1988 war er Mitglied der Wiener Sängerknaben. Seine Schulbildung schloss er mit der Matura in einer HAK in Wien 2 ab.
1995 begann er ein zweimonatiges Praktikum beim Hörfunkprogramm Ö3. 1998 erhielt er bei Radio NRJ in Wien eine Stelle als Moderator; er wechselte im Jänner 1999 zu Radio Wien. Dort war er als Redakteur und Moderator bis 2001 tätig. Anschließend ging er zu Ö3 und war dann Sprecher für ORF-Fernsehformate.
May verließ Ö3 im Jahr 2006 und moderiert seitdem bei Radio Burgenland. Zugleich übernahm er die Moderation der Fernsehlotteriesendung 6 aus 45 abwechselnd mit Evelyn Vysher. Thomas May hat ein Kind und lebt in Wien.